# メルシオール・デ・フィゲイレド
メルシオール・デ・フィゲイレド（Melchior de Figueiredo、1528年頃 - 1597年7月3日）は、ポルトガルのイエズス会宣教師である。

## 経歴・人物
ポルトガル領インドのゴアに生まれる。1564年（永禄7年）に来日し、以後肥前の島原や五島列島、大村や豊後、筑前の博多等九州地方の津々浦々を中心に布教活動を行った。1580年（天正8年）にはコレジオの初代院長を務めるが、滞日中病気により1584年（天正12年）に上洛する。
この頃にフィゲイレドの診察にあたった曲直瀬正盛（道三）によって治療され、その恩恵として同じく正盛によって豊後で診察された当時滞日していた同じイエズス会士でイタリア出身のグネッキ・ソルディ・オルガンティノと共に正盛をキリシタンとして受洗させた。病気の影響もあり1586年（天正14年）に布教活動を終了し離日し、出生地のゴアで死去した。